# OpenMoko
| Nume:              | Neo1973                                                                |
| Producător:        | First International Computer                                           |
| Tip:               | Smartphone                                                             |
| Conectivitate:     | GSM, Bluetooth, GPRS, AGPS, USB 1.1, 2.5-mm audio jack                 |
| Durată de viață:   | [Martie 2007 - prezent                                                 |
| Media:             | microSD, Wolfson WM8753 Codec                                          |
| Sistem de operare: | OpenMoko (bazat pe Linux)                                              |
| Introducere date:  | Touchscreen                                                            |
| Putere:            | acumulator de 1200-mAh                                                 |
| Procesor:          | Samsung s3c2410 SoC @ 266 MHz                                          |
| Memorie:           | 128 MB SDRAM, 64 MB NAND Flash + card MicroSD cu capacitatea de 512 MB |
| Dimensiuni:        | 120.7 × 62 × 18.5 (mm)                                                 |
| Afișaj:            | 2.8" VGA (480×640) TFT                                                 |

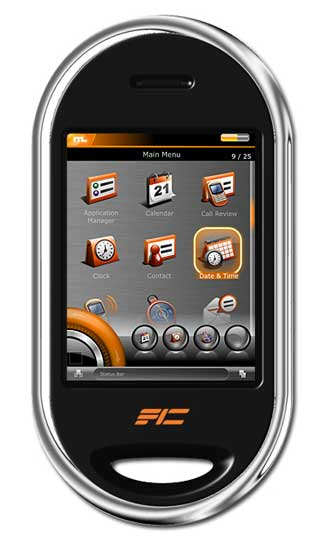

OpenMoko este un proiect care vizează crearea unei platforme pentru un telefon inteligent (smartphone) folosind software liber. Folosește kernelul Linux, împreună cu o interfață grafică cu utilizatorul bazată pe serverul X.Org, gestionarul de ferestre Matchbox și clientul de poștă electronică Novell Evolution. Cadrul de lucru OpenEmbedded și sistemul de pachete ipkg sunt folosite pentru crearea și mentenanța pachetelor de programe. De asemenea telefonul este compatibil cu frameworkul GTK+ lucru ce va face ușoară dezvoltarea programelor vizuale pentru telefon.
OpenMoko a fost anunțat în 2006 de fondatorii săi, First International Computer (FIC). Produsul hardware inițial care suportă OpenMoko este dispozitivul FIC GSM Neo1973, numit după primul an al comunicației telefonice mobile: inventatorul telefonului mobil, Martin Cooper, a purtat prima convorbire telefonică cu un asemenea dispozitiv în 1973. Neo1973 e așteptat în anul 2007: versiunea pentru dezvoltatori este disponibilă la prețul de US$300(Kitul de bază) sau US$450(Kitul avansat), iar versiunea publică este programată pentru octombrie 2007.